# Lexikon bedeutender Chemiker
Le Lexikon bedeutender Chemiker est un lexique d'environ 1 600 chimistes. C'est la seule encyclopédie de langue allemande à ce jour qui traite exclusivement de ce groupe de personnes.

## Contenu

### Portée
Les 1 592 personnes considérées sont répertoriées de l'Antiquité aux années 1980. En plus des chimistes, des scientifiques des domaines de la physique, de la minéralogie, de la pharmacologie et des sciences de la vie sont également inclus, dans la mesure où ces personnes ont contribué au développement de la chimie. Les ingénieurs chimistes, les chimistes industriels et les alchimistes sont également considérés.

### Structure des articles
Les articles contiennent les données biographiques, le parcours scolaire, les réalisations spéciales et une brève liste des œuvres. Toutes les contributions sont signées avec les abréviations des éditeurs. Si les personnes sont généralement connues sous des noms différents, une référence est faite à l'article principal.

### Structure
Pré-reliée, une collection de deux pages de données importantes sur l'histoire de la chimie, de 1520 Paracelse à 1982 De-Bao Wang (de). Avant-propos (page 5), abréviations (page 6), articles d'Emil Abderhalden (page 7) à Felix Zymalkowski (de) (page 469). Les lauréats du prix Nobel de chimie, de médecine et de physique des années 1902 à 1987 de Kurt Alder à Richard Zsigmondy sont inclus. Le nom, l'année et la région sont mentionnés.

## Éditions
- Winfried R. Pötsch (Federführung), Annelore Fischer, Wolfgang Müller: Lexikon bedeutender Chemiker. Unter Mitarbeit von Heinz Cassebaum. Bibliographisches Institut, Leipzig 1988,  (ISBN 3-323-00185-0).
- Winfried R. Pötsch, Annelore Fischer, Wolfgang Müller: Lexikon bedeutender Chemiker. Unter Mitarbeit von Heinz Cassebaum. Harri Deutsch, Francfort-sur-le-Main/Thun 1989,  (ISBN 3-8171-1055-3).